# Aras Özbiliz
Aras Özbiliz, né le 9 mars 1990 à Bakırköy en Turquie, est un footballeur international arménien, qui joue au poste d'ailier droit

## Biographie

### En club

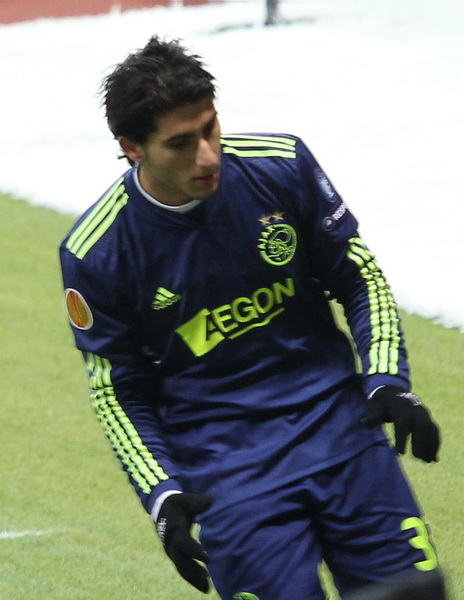
Özbiliz en 2011 avec l'Ajax.

Il a commencé sa carrière au centre de formation de l'Ajax Amsterdam. À partir de la saison 2011-2012, Frank de Boer commence à titulariser de manière plus récurrente l'international arménien. Il dispute la Ligue Europa et il marque un but et fait une passe décisive face à Manchester United à Old Trafford.

### En sélection
Il a été sélectionné en équipe d'Arménie de football par le sélectionneur arménien Vardan Minassian. Il joue son premier match international le 29 février 2012 contre le Canada et marque un but sur penalty.

### Palmarès
- Ajax Amsterdam
  - Champion des Pays-Bas en 2011 et 2012.

- Beşiktaş
  - Champion de Turquie en 2017

- Sheriff Tiraspol
  - Champion de Moldavie en 2018